# Sermowaius neoguinensis
Sermowaius neoguinensis is een hooiwagen uit de familie Assamiidae.